# Förbundsdagsvalet i Tyskland 2017
Förbundsdagsvalet 2017 är ett val som ägde rum 24 september 2017 för att välja ledamöter till Förbundsdagen, Tysklands federala parlament. Efter utdragna förhandlingar valde den nya Förbundsdagen Angela Merkel till förbundskansler. Detta efter att kristdemokratiska CDU/CSU bildat kollation med Tysklands socialdemokratiska parti. Hon tillträdde som förbundskansler den 14 mars 2018.  

## Bakgrund
I det föregående valet 2013 misslyckades den sittande regeringen – som bestod av de båda kristdemokratiska partierna Christlich Demokratische Union (CDU), dess bayerska systerparti Christlich-Soziale Union in Bayern (CSU) samt liberala Freie Demokratische Partei (FDP) – att få egen majoritet i förbundsdagen. FDP kom inte över femprocent-spärren och förlorade sin representation i förbundsdagen, vilket aldrig tidigare inträffat i förbundsdagens historia. CDU/CSU däremot gjorde sitt bästa resultat sedan återföreningsvalet 1990, med 41,5 procent av rösterna och knappt 50 procent av platserna. CDU/CSU lyckades för tredje gången bilda storkoalition med SPD och bildade regeringen Merkel III.
Inför valet ledde den sittande förbundskanslern Angela Merkels parti CDU/CSU (i tyska medier ofta benämnt som "Union") stort i opinionsmätningarna: det borgerliga CDU/CSU hade ett tvåsiffrigt övertag mot socialdemokratiska SPD, lett av Martin Schulz. Opinionsmätningarna visade också att det främlings- och islamfientliga partiet AfD fick stöd av väljarna. Detta innebar att för första gången sedan andra världskriget väntades ett parti med högerextrema strömningar att ta mandat i den tyska förbundsdagen.

## Opinionsundersökningar
I opinionsundersökningarna framgår bland annat att kristdemokratiska CDU/CSU låg över 40 procent i opinionen i de flesta mätningar fram till september 2014. Därefter låg de, fram till valet i september 2017, enligt undersökningarna, på 30-40 procent i opinionen. 

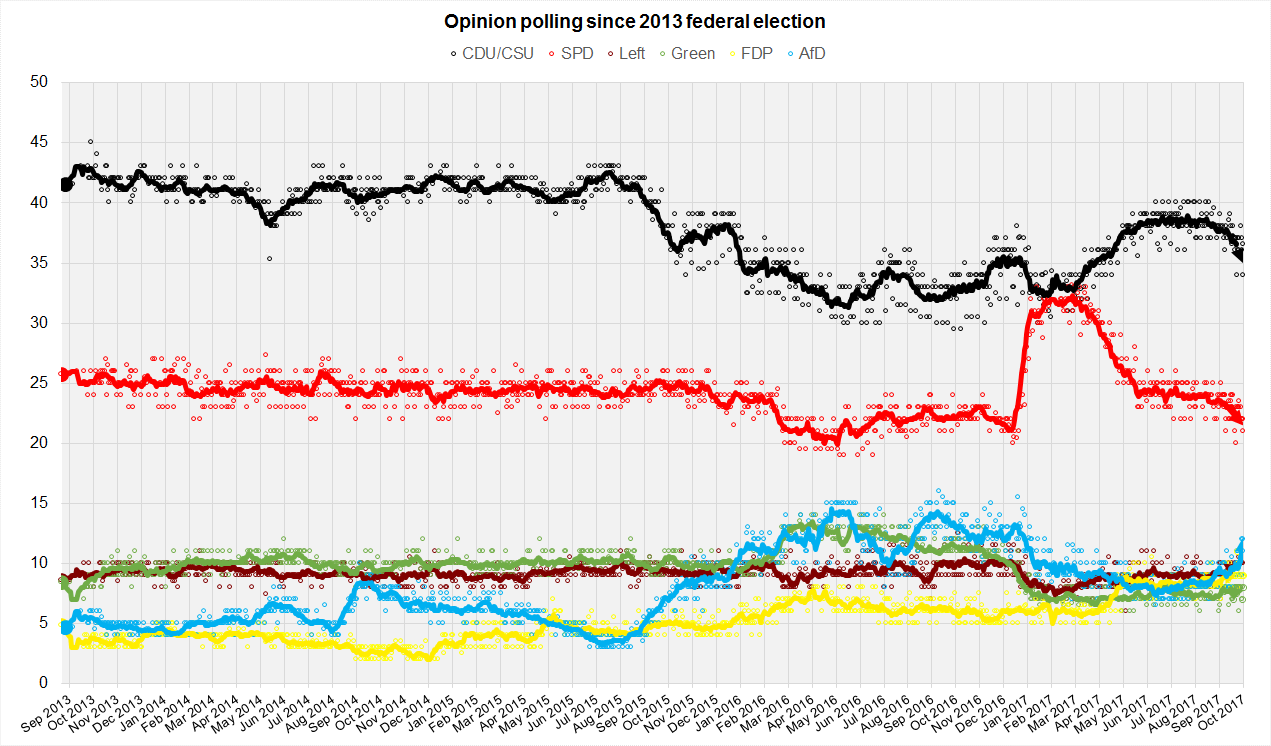
I figuren visas opinionsundersökningar från september 2013 (föregående Förbundsstatsval) fram till valet i september 2017. Varje färg representerar ett politiskt parti.

## Resultat

Största parti i Tysklands 299 valkretsar
Kristdemokratiska unionen
Socialdemokratiska partiet
Vänstern
Alternativ för Tyskland
De Gröna

Valet avser partiröster. Partier med mer än 100 000 röster har redovisats.
| Parti                | Parti                           | Röstfördelning | Röstfördelning | Mandatfördelning | Mandatfördelning |
| Parti                | Parti                           | Antal          | %              | Antal            | +/-              |
| -------------------- | ------------------------------- | -------------- | -------------- | ---------------- | ---------------- |
|                      | Kristdemokratiska unionen       | 12 445 832     | 26,8           | 200              | -55              |
|                      | Socialdemokratiska partiet      | 9 538 367      | 20,5           | 153              | -40              |
|                      | Alternativ för Tyskland         | 5 877 094      | 12,6           | 94               | +94              |
|                      | Fria demokratiska partiet       | 4 997 178      | 10,7           | 80               | +80              |
|                      | Vänstern                        | 4 296 762      | 9,2            | 69               | +5               |
|                      | De gröna                        | 4 157 564      | 8,9            | 67               | +4               |
|                      | Kristligt sociala unionen       | 2 869 744      | 6,2            | 46               | -10              |
|                      | Fria väljare                    | 463 052        | 1,0            | 0                | 0                |
|                      | Partiet                         | 452 922        | 1,0            | 0                | 0                |
|                      | Djurskyddspartiet               | 452 922        | 0,8            | 0                | 0                |
|                      | Nationaldemokraterna            | 176 020        | 0,4            | 0                | 0                |
|                      | Piratpartiet                    | 173 476        | 0,4            | 0                | 0                |
|                      | Ekologiskt-demokratiska partiet | 144 809        | 0,3            | 0                | 0                |
|                      | Övriga partier                  | 539 408        | 1,2            | 0                | 0                |
| Antal giltiga röster | Antal giltiga röster            | 46 515 492     | 100            | 709              | +78              |
| Ogiltiga röster      | Ogiltiga röster                 | 460 849        |                |                  |                  |
| Totalt               | Totalt                          | 46 976 341     |                |                  |                  |

Källa: Tyska valmyndigheten (engelskspråkig sida)
I valet backade de regerande partierna CDU, SPD och CSU stort. CDU gjorde sitt sämsta val sedan 1949 och SPD gjorde sitt sämsta val sedan 1933. AfD gjorde ett bra val och kom för första gången in i förbundsdagen. AfD blev Tysklands tredje största parti, andra största parti i det som brukade vara Östtyskland. Valets andra stora vinnare blev FDP som kom tillbaka till förbundsdagen efter att ha åkt ut i det förra valet. Övriga förändringar vid valet var marginella. 

### Regionala resultat
| Förbundsland — Resultat i % | CDU/CSU | SPD  | AfD  | FDP  | LINKE | GRÜNE | Övriga partier |
| --------------------------- | ------- | ---- | ---- | ---- | ----- | ----- | -------------- |
| Baden-Württemberg           | 34,4    | 16,4 | 12,2 | 12,7 | 6,4   | 13,5  | 4,5            |
| Bayern                      | 38,8    | 15,3 | 12,4 | 10,2 | 6,1   | 9,8   | 7,5            |
| Berlin                      | 22,7    | 17,9 | 12,0 | 8,9  | 18,8  | 12,6  | 7,0            |
| Brandenburg                 | 26,7    | 17,6 | 20,2 | 7,1  | 17,2  | 5,0   | 6,3            |
| Bremen                      | 25,0    | 26,3 | 10,0 | 9,3  | 13,5  | 11,0  | 4,3            |
| Hamburg                     | 27,2    | 23,5 | 7,8  | 10,8 | 12,2  | 13,9  | 4,5            |
| Hessen                      | 30,9    | 23,5 | 11,9 | 11,6 | 8,1   | 9,7   | 4,4            |
| Mecklenburg-Vorpommern      | 33,1    | 15,1 | 18,6 | 6,2  | 17,8  | 4,3   | 4,9            |
| Niedersachsen               | 34,9    | 27,4 | 9,1  | 9,3  | 6,9   | 8,7   | 3,6            |
| Nordrhein-Westfalen         | 32,6    | 26,0 | 9,4  | 13,1 | 7,5   | 7,6   | 3,8            |
| Rheinland-Pfalz             | 35,9    | 24,2 | 11,2 | 10,4 | 6,8   | 7,6   | 3,9            |
| Saarland                    | 32,4    | 27,2 | 10,1 | 7,6  | 12,9  | 6,0   | 3,9            |
| Sachsen                     | 26,9    | 10,5 | 27,0 | 8,2  | 16,1  | 4,6   | 6,7            |
| Sachsen-Anhalt              | 30,3    | 15,2 | 19,6 | 7,8  | 17,8  | 3,7   | 5,7            |
| Schleswig-Holstein          | 34,0    | 23,3 | 8,2  | 12,6 | 7,3   | 12,0  | 2,7            |
| Thüringen                   | 28,8    | 13,2 | 22,7 | 7,8  | 16,9  | 4,1   | 6,5            |

## Regeringsbildning
Kristdemokratiska CDU/CSU, under ledning av Angela Merkel, har som klart största parti av talmannen givits uppgiften att bilda regering. Det näst största partiet, Socialdemokratiska SPD, har dock genom partiledaren Manuela Schwesig gjort klart att de inte vill ingå i en storkoalition med CDU/CSU igen, med hänvisning till partiets tillbakagång under koalitionsåren. Förhandlingar mellan CDU/CSU och FDP respektive De Gröna pågår.